# Vladimir Kozlov (wrestler)
Oleg Oleksandrovych Prudius (ucraineană Олег  Олександрович Прудіус, n. 27 aprilie 1979) este un wrestler american de origine ucraineană,  cunoscut după numele de ring Vladimir  Kozlov.